# James Mourilyan Tanner
Pour les articles homonymes, voir Tanner.
Ne doit pas être confondu avec James Tanner.
James Mourilyan Tanner, né le 1er août 1920 à Camberley, en Angleterre, décédé le 11 août 2010 à 90 ans, est un pédiatre britannique.
Il est principalement connu pour son invention d'une échelle de mesure des différents stades du développement sexuel au cours de la puberté. Il était professeur émérite de l'UCL Great Ormond Street Institute of Child Health (en) de l'Université de Londres,.